# Preity Zinta
Preity Zinta (en hindi प्रीति ज़िंटा) (Shimla, Himachal Pradesh, 31 de gener de 1975) és una actriu de cinema índia. S'ha fet conèixer sobretot a través de pel·lícules de Bollywood (de parla hindi), però també en obres en telugu i en panjabi, a més d'anglès. La seva manera d'actuar i el tipus de personatges que ha interpretat han contribuït a modificar la percepció de les heroïnes dins del cinema hindi. D'altra banda, l'èxit obtingut per moltes de les pel·lícules en què ha actuat (sovint molt taquilleres fora de l'Índia) l'han consagrat com una de les actrius més importants del cinema indi actual.

## Biografia
La seva carrera va començar l'any 1998, després d'obtenir un graduat en psicologia criminal, en què va actuar en dues pel·lícules: Dil Se.. i Soldier, les quals li van valer un Filmfare Award a la millor debutant femenina; el 2000, amb Kya Kehna, va rebre la seva primera nominació al Filmfare a la millor actriu, que va obtenir el 2003 per la seva actuació en el drama Kal Ho Naa Ho.
Aquests mateixos anys va ser la protagonista femenina de dues de les realitzacions més taquilleres de l'època: la pel·lícula de ciència-ficció Koi... Mil Gaya (2003), el seu èxit comercial més important, i el drama romàntic Veer-Zaara (2004), que li va valer els elogis de la crítica. Més tard va destacar per la seva interpretació de dones índies independents i modernes a Salaam Namaste i Kabhi Alvida Naa Kehna, que van obtenir un gran èxit de taquilla a l'estranger. El seu primer paper internacional va ser a la pel·lícula canadenca Heaven on Earth (2008), per la qual va ser guardonada amb el Premi Hugo de Plata a la millor actriu al Festival Internacional de Cinema de Chicago.
A més de la seva activitat com a actriu de cinema, Zinta ha escrit diversos articles per a la BBC News Online del Sud d'Àsia, ha actuat regularment en espectacles en directe i, junt amb el seu ex-nuvi Ness Wadi, és copropietària de l'equip de criquet de primera divisió Kings XI Punjab. També és coneguda en els mitjans de comunicació indis per expressar obertament les seves opinions, el que ha desencadenat polèmiques ocasionals.
El 2003, en l'afer jurídic Bharat Shah sobre la intervenció de la màfia índia en la indústria cinematogràfica de Bollywood, Preity Zinta va ser l'únic testimoni que no es va desdir de les seves declaracions, per la qual va ser guardonada amb el Premi Nacional de la Bravura Godfrey Phillips.

## Filmografia
| Any  | Títol                         | Paper                   | Notes |
| ---- | ----------------------------- | ----------------------- | --- |
| 1998 | Dil Se                        | Preeti Nair             | guanyadora, Filmfare a la millor actriu debutant (junt amb Soldier) nominada, Filmfare a la millor actriu secundària |
| 1998 | Soldier                       | Preeti Singh            | guanyadora, Filmfare a la millor actriu debutant (junt amb Dil Se)                                                   |
| 1998 | Premante Idera                | Shailu                  | pel·lícula en telugu (en hindi Dulhan Dilwale Ki)                                                                    |
| 1999 | Raja Kumarudu                 | Rani                    | pel·lícula en telugu (en hindi Prince No. 1)                                                                         |
| 1999 | Sangharsh                     | oficial CBI Reet Oberoi | |
| 1999 | Dillagi                       | Rani                    | aparició especial |
| 2000 | Kya Kehna                     | Priya Bakshi            | nominada, Filmfare a la millor actriu                                                                                |
| 2000 | Har Dil Jo Pyar Karega        | Jahnvi                  | |
| 2000 | Mission Kashmir               | Sufiya Parvez           | |
| 2001 | Farz                          | Kajal Singh             | |
| 2001 | Chori Chori Chupke Chupke     | Madhubala (Madhu)       | nominada, Filmfare a la millor actriu secundària                                                                     |
| 2001 | Dil Chahta Hai                | Shalini                 | |
| 2001 | Yeh Raaste Hain Pyaar Ke      | Sakshi                  | |
| 2002 | Dil Hai Tumhaara              | Shalu                   | |
| 2003 | The Hero: Love Story of a Spy | Reshma/Ruksar           | |
| 2003 | Armaan                        | Sonia Kapoor            | nominada, Filmfare al millor paper negatiu.                                                                          |
| 2003 | Koi... Mil Gaya               | Nisha                   | nominada, Filmfare a la millor actriu                                                                                |
| 2003 | Kal Ho Naa Ho                 | Naina Catherine Kapur   | guanyadora, Filmfare a la millor actriu                                                                              |
| 2004 | Lakshya                       | Romila Dutta            | |
| 2004 | Dil Ne Jise Apna Kahaa        | Dr. Parineeta (Pari)    | |
| 2004 | Veer-Zaara                    | Zaara Haayat Khan       | nominada, Filmfare a la millor actriu                                                                                |
| 2005 | Khullam Khulla Pyaar Karen    | Priti Damani            | |
| 2005 | Salaam Namaste                | Ambar 'Amby' Malhotra   | nominada, Filmfare a la millor actriu                                                                                |
| 2006 | Alag                          |                         | aparició especial a la cançó Sabse Alag                                                                              |
| 2006 | Krrish                        | Nisha                   | aparició especial |
| 2006 | Kabhi Alvida Naa Kehna        | Rhea Saran              | nominada, Filmfare a la millor actriu secundària                                                                     |
| 2006 | Jaan-E-Mann                   | Piya Goyal              | |
| 2007 | Jhoom Barabar Jhoom           | Alvira Khan             | |
| 2007 | The Last Lear                 | Shabnam                 | primera pel·lícula en anglès                                                                                         |
| 2007 | Om Shanti Om                  | ella mateixa            | aparició especial a la cançó Deewangi Deewangi                                                                       |
| 2008 | Heaven on Earth               | Chand                   | |
| 2008 | Heroes                        | Kuljeet Kaur            | |
| 2008 | Rab Ne Bana Di Jodi           |                         | aparició especial a la cançó Phir Milenge Chalte Chalte                                                              |
| 2009 | Main Aurr Mrs Khanna          | Haseena Jagmagia        | cameo |